# Stygarctidae
Famille
Les Stygarctidae sont une famille de tardigrades. 

## Classification
Selon Degma, Bertolani et Guidetti, 2017 :
- Megastygarctidinae Bello & de Zio Grimaldi, 1998
  - Megastygarctides McKirdy, Schmidt & McGinty-Bayly, 1976
- Stygarctinae Schulz, 1951
  - Faroestygarctus Hansen, Kristensen & Jørgensen, 2012
  - Mesostygarctus Renaud-Mornant, 1979
  - Parastygarctus Renaud-Debyser, 1965
  - Prostygarctus Rubal, Veiga, Fontoura, Sousa-Pinto, 2013
  - Pseudostygarctus McKirdy, Schmidt & McGinty-Bayly, 1976
  - Stygarctus Schulz, 1951

## Systématique
La famille des Neostygarctidae a été placée en synonymie avec les Stygarctidae par Hansen, Kristensen et Jørgensen en 2012 puis rétablie par Kristensen, Sørensen, Hansen et Zeppilli en 2015.

## Publication originale
- Schulz, 1951 : Über Stygarctus bradypus n. g., n. sp., einen Tardigraden aus dem Kustengrundwasser, und seine phylogenetische Bedeutung. Kieler Meeresforschungen, vol. 8, p. 86-97.